# Elīna Vaska
Elina Vaska, née le 13 juin 1994 à Riga (Lettonie), est une actrice lettonne.

## Filmographie

### Au cinéma
- 2016 : Es esmu seit : Raja
- 2019 : Jelgava 94

## Récompenses et distinctions
- 2017 : Berlinale : Shooting Star